# Yūsuke Kondō
Yūsuke Kondō (japanisch 近藤 祐介 Kondō Yūsuke; * 5. Dezember 1984 in der Präfektur Tokio) ist ein ehemaliger japanischer Fußballspieler.

## Karriere
Kondō erlernte das Fußballspielen in der Schulmannschaft der Narashino High School und Ryutsu Keizai University Kashiwa High School. Seinen ersten Vertrag unterschrieb er 2003 bei den FC Tokyo. Der Verein spielte in der höchsten Liga des Landes, der J1 League. 2004 gewann er mit dem Verein den J.League Cup. Für den Verein absolvierte er 26 Erstligaspiele. 2006 wurde er an den Zweitligisten Vissel Kobe ausgeliehen. Am Ende der Saison 2006 stieg der Verein in die J1 League ab. Für den Verein absolvierte er 73 Ligaspiele. 2008 kehrte er zu FC Tokyo zurück. 2009 gewann er mit dem Verein den J.League Cup. Für den Verein absolvierte er 18 Erstligaspiele. 2010 wechselte er zum Zweitligisten Consadole Sapporo. Am Ende der Saison 2011 stieg der Verein in die J1 League auf. Für den Verein absolvierte er 85 Ligaspiele. 2013 wechselte er zum Zweitligisten Tochigi SC. Für den Verein absolvierte er 81 Ligaspiele. 2015 wechselte er zum Ligakonkurrenten Giravanz Kitakyushu. Danach spielte er bei den Drittligisten AC Nagano Parceiro (2015–2016) und SC Sagamihara (2016). Ende 2016 beendete er seine Karriere als Fußballspieler.

## Erfolge
FC Tokyo
- J.League Cup

Sieger: 2004, 2009